# Остров Гнечко
Остров Гнечко — остров (скала) в составе Малой Курильской гряды. Один из прибрежных островков-«спутников» Шикотана.

## География
Расположен в 50 метрах к югу от восточной части острова Шикотан. Высота около 30 м. Площадь — 0,0307 км².

## История
До 1855 года вместе с прочими островами Малой Курильской гряды находился в неопределённом статусе. После заключения Симодского договора подпал под японскую юрисдикцию.
В соответствии с административно-территориальным делением Японии после реставрации Мэйдзи остров вкупе с остальными островами Малой Курильской гряды и частью полуострова Немуро на острове Хоккайдо вошёл в уезд (гун) Ханасаки в составе провинции Немуро губернаторства Хоккайдо.
В 1885 году вместе с Шикотаном был выделен из уезда Ханасаки в отдельный уезд Сикотан и передан в состав провинции Тисима (последняя существовала после 1882 года как административно-территориальная единица субпрефектурного уровня в составе префектуры Нэмуро, после упразднения последней в 1886 году — в составе префектуры Хоккайдо).
С 1945 года в составе СССР.
2 февраля 1946 года включён в состав Южно-Сахалинской области.
2 января 1947 года включён в состав Сахалинской области РСФСР.
С 1991 года в составе Российской Федерации. Согласно федеративному устройству России входит в Сахалинскую область в составе Южно-Курильского района в рамках административно-территориального устройства области и в составе Южно-Курильского городского округа в рамках муниципального устройства в области. До 2012 года безымянный.
Назван в честь командующего Курильской десантной операцией, генерал-майора Алексея Гнечко. 
Имянаречение произошло в рамках Сахалинской областной программы «Имя на карте Сахалина и Курильских островов». Название было рассмотрено и утверждено собранием Сахалинского отделения Русского географического общества от 3 сентября 2012 года. Участники официальной морской экспедиции «Имя на карте Сахалина и Курильских островов» на теплоходе «Игорь Фархутдинов» высадились на остров 7 сентября 2012 года.

## См.также
- Острова-«спутники» Шикотана